# Сур, Даниэль
Даниэль Томас Сур (англ. Daniel Thomas Suhr; 21 августа 1964, Бруклин, Нью-Йорк, США — 11 сентября 2001, Южная башня, Всемирный торговый центр, Нью-Йорк, США) — американский пожарный из пожарного департамента Нью-Йорка, который погиб, когда на него упала жертва, упавшая с Южной башни во время терактов 11 сентября. Он был первым пожарным, погибшим при ликвидации последствий терактов на башнях-близнецах.

## Биография

### Ранние годы и образование
Его отец был профессиональным пожарным, и его брат тоже стал пожарным. Он вырос в Бруклине, где был капитаном бейсбольной и футбольной команд в средней школе Джеймса Мэдисона. В 1983 году он отыграл сезон в американском футболе за Колледж пустыни в качестве полузащитника, после чего был включён в сборную Конференция «Футхилл».

### Карьера
Сюр был членом 216-й пожарной части.

### Смерть
До того, как обрушились башни-близнецы, многие люди прыгали или падали с верхних этажей горящих башен, почти все — с Северной башни. Было замечено, что три человека упали с Южной башни, и одна из таких жертв столкнулась с Суром, когда он поднимался в башню, проломив ему череп и убив его. Комиссия 9/11 написала в своём отчёте, что «первый погибший в тот день пожарный из FDNY погиб примерно в 9:30, когда гражданский приземлился и убил пожарного возле перекрёстка Вест-стрит и Либерти-стрит».

## Личная жизнь
Они с женой начали встречаться, когда учились в средней школе. Они жили в Рокавей-Парке.

## Память
Футбольная команда средней школы Саут-Шор, которую Сур помогал тренировать, посвятила ему сезон 2001 года.
На Национальном мемориале и музее 11 сентября Сур увековечен в Южном бассейне, на панели S-14, вместе с другими сотрудниками экстренных служб.